# Gregor Foitek
Gregor Foitek (Zürich, 1965. március 27.) svájci autóversenyző.

## Pályafutása
1986-ban megnyerte a svájci Formula–3-as bajnokságot.
1987-ben és 1988-ban a nemzetközi Formula–3000-es sorozatban szerepelt.
1989-ben a Formula–1-es világbajnokság tizenegy versenyére nevezett a EuroBrun Racing-el, valamint további egyre a Rial Racing-el. Ezek egyikére sem tudta kvalifikálni magát. A következő szezonban a Brabham és az Onyx csapatnál versenyzett. Hét futamon tudott elindulni, pontot azonban egy alkalommal sem szerzett. Legjobb eredményét a monacói nagydíjon érte el, ahol hetedik lett.
1991-ben Tiff Needell és Tomas Lopez váltótársaként részt vett a Le Mans-i 24 órás versenyen. Hármasuk mindössze tizennyolc kört teljesített a futamon, majd egy baleset miatt kiesett.

## Eredményei

### Teljes Formula–1-es eredménysorozata
(Táblázat értelmezése)

(Félkövér: pole-pozícióból indult; dőlt: leggyorsabb kört futott) 

| Év   | Csapat                      | Modell          | Motor       | 1      | 2       | 3       | 4       | 5       | 6       | 7       | 8       | 9       | 10      | 11      | 12  | 13  | 14     | 15  | 16  | Helyezés | Pont |
| ---- | --------------------------- | --------------- | ----------- | ------ | ------- | ------- | ------- | ------- | ------- | ------- | ------- | ------- | ------- | ------- | --- | --- | ------ | --- | --- | -------- | ---- |
| 1989 | EuroBrun Racing             | EuroBrun ER188B | Judd V8     | BRA Nk | SMR NeK | MON NeK | MEX NeK | USA NeK | CAN NeK | FRA NeK | GBR NeK |         |         | BEL NeK | ITA | POR |        |     |     | -        | 0    |
| 1989 | EuroBrun Racing             | EuroBrun ER189  | Judd V8     |        |         |         |         |         |         |         |         | GER NeK | HUN NeK |         |     |     |        |     |     | -        | 0    |
| 1989 | Rial Racing                 | Rial ARC-02     | Cosworth V8 |        |         |         |         |         |         |         |         |         |         |         |     |     | ESP Nk | JPN | AUS | -        | 0    |
| 1990 | Motor Racing Developments   | Brabham BT58    | Judd V8     | USA Ki | BRA Ki  |         |         |         |         |         |         |         |         |         |     |     |        |     |     | -        | 0    |
| 1990 | Moneytron Onyx              | Onyx ORE-1B     | Cosworth V8 |        |         | SMR Ki  | MON 7   | CAN Ki  | MEX 15  | FRA Nk  |         |         |         |         |     |     |        |     |     | -        | 0    |
| 1990 | Monteverdi Onyx Formula One | Onyx ORE-1B     | Cosworth V8 |        |         |         |         |         |         |         | GBR Nk  | GER Ki  | HUN Nk  | BEL     | ITA | POR | ESP    | JPN | AUS | -        | 0    |

### Le Mans-i 24 órás autóverseny
| Év   | Csapat                | Autó          | Csapattárs   | Csapattárs  | Helyezés | Kiesés oka |
| ---- | --------------------- | ------------- | ------------ | ----------- | -------- | ---------- |
| 1991 | Porsche Kremer Racing | Porsche 962CK | Tiff Needell | Tomas Lopez | Kiesett  | Baleset    |

## Külső hivatkozások
- A Fortiek Automobile AG honlapja (németül) (angolul)
- Profilja a grandprix.com honlapon (angolul)
- Profilja a statsf1.com honlapon (angolul)
- Profilja a driverdatabase.com honlapon (angolul)